# Cervatto
Cervatto (piemontiul: Cervat) település Olaszországban, Vercelli megyében. Lakosainak száma 48 fő (2023. január 1.). Cervatto Cravagliana, Fobello és Rossa községekkel határos.

## Népesség
A település népességének változása:
| Lakosok száma | 50   | 54   | 48   |
|               | 2017 | 2018 | 2023 |